# Олександрівська чоловіча гімназія (Суми)
Олександрівська гімназія — пам'ятка України національного значення, заснована в 1873 році меценатом Павлом Харитоненком у місті Суми по вулиці Троїцька, 5.

## Відкриття гімназії
У серпні 1869 року земська управа за 2 тисячі рублів придбала у купця Гонтарева садибу на вулиці Троїцькій для будинку прогімназії. У 1870 році там розпочалися заняття. Ще через три роки статус навчального закладу підвищили до гімназії і додали ще три вищих класи. Так у 1873 році завдяки підтримці Харитоненка Павла Івановича була заснована чоловіча гімназія, названа на честь імператора Олександра II — Олександрівською.

## Розбудова
Комплекс споруд Олександрівської чоловічої гімназії зводився поступово протягом другої половини XIX сторіччя. У вересні 1873 року було освячено будинок гімназії з домовою Свято-Духівницькою церквою, споруджений коштом Сумського земства за допомогою державної скарбниці. У 80-ті роки XIX сторіччя біля будівлі гімназії для учнів з інших міст був побудований пансіон на 40 чоловік. Полковник І. С. Федоровський пожертвував на його спорудження 116 тис. карбованців. Будинок пансіону має гостроконечні башти, зубці, стрільчатий портал і такі ж вікна. Своїми формами нагадує середньовічний замок.

## Історія закладу
23 червня 1790 року була відкрита докласна казенна школа. 20 грудня 1806 року була перетворена у повітове училище. Влітку 1868 року на зборах Сумського повітового земства голова земської управи М. Д. Кондратьєв виголосив доповідь про перетворення повітового училища у прогімназію.
У серпні 1869 року земська управа за 2 тис. крб у купця Гонтарєва придбала садибу під назвою для будівництва приміщення прогімназії. 25 лютого 1871 року на надзвичайній сесії земських зборів управа висловилася про необхідність мати в місті гімназію. Було ухвалене рішення про перетворення прогімназії у гімназію. У вересні 1871 року була отримана згода на присвоєння їй найменування «Олександрівської». 27 березня 1873 року Державна Рада ухвалила рішення про перетворення з 1 липня 1873 року Сумської Олександрівської прогімназії на гімназію. У навчальному закладі додатково було введено три вищих класи, які мали відкриватися поступово — по одному класу на рік.
Хлопчиків у гімназії навчали російській та церковнослав'янській мовам, латині, грецькій, французькій, німецькій мовам, логіці, російській та загальній історії, географії, математиці, фізиці, кресленню, малюванню.
Закон Божий викладали священики трьох конфесій: православної, римо-католицької та лютеранської.
Старостами гімназичної церкви були у 1875—1914 роках П. І. Харитоненко, в роки першої світової війни І. М. Ліщинський.
У 80 роках XIX століття і гімназії випускаються одні з перших у місті рукописні журнали «Классик» і «Александровец». У 1925 році в будівлі Сумської Олександрівської гімназії було створено педагогічний технікум.
У 1930 році він перейменувався на інституту соціального виховання і готував вчителів для фабрично-заводських семирічок та сільських шкіл.
У 1933 році заклад реформовано в педагогічний інститут.
У 1953 році засновано перший спеціалізований навчальний заклад — Сумська середня школа № 8 з поглибленим вивченням англійської мови з 1 класу.
15 серпня 1994 року за ініціативою педагогічного колективу і директора школи № 8 Хоменко Майї Георгіївни було створено Сумську класичну гімназію з поглибленим вивченням англійської мови з 1 класу. З того часу гімназія є експериментальним майданчиком Міністерства освіти і науки України по впровадженню Комплексної Програми розвитку дітей «Росток».
25.08.2004 року Сумська класична гімназія з поглибленим вивченням англійської мови з 1 класу перейменована в Сумську класичну гімназію № 2 м. Суми Сумської області.
25.01.2005 року Сумська класична гімназія № 2 перейменована в Сумську класичну гімназію м. Суми Сумської області.
У червні 2007 року гімназії була повернена історична назва — Олександрівська гімназія.
У липні 2017 за рішенням міської ради, була перейменована на «Класичну гімназію».

## Попечителі гімназії
Першим почесним куратором гімназії був один із ініціаторів створення закладу, предводитель дворянства Сумського повіту меценат М. Д. Кондратьєв. Його наступником у 1878 році став власник хотинського маєтку граф П. С. Строганов. Він пожертвував книги для гімназичної бібліотеки і встановив 12 щорічних стипендій по 120 крб на допомогу найбіднішим гімназистам. У 1886 році попечителем гімназії став дійсний статський радник предводитель дворянства Сумського повіту В. О. Савич. Останнім почесним куратором Олександрівської гімназії був широко відомий своєю благодійною меценатською діяльністю П. І. Харитоненко.

## Директори гімназії
Першим директором гімназії був М. В. Сібільов, якому 8 липня 1899 року за двадцатип’ятирічну плідну педагогічну діяльність було присвоєно звання почесного громадянина м. Сум. Другим директором став І. І. Цвєтков, останнім — заслужений викладач древніх мов, педагог — М. О. Лащенков.

## Випускники гімназії
- музикант, педагог, музично-громадський діяч Л. П. Кагадєєв (1861—1944);
- літературознавець і критик, активний учасник революційного руху в Сумах 1902—1903 роках, репресований (з 1938 по 1956 рр. перебував у таборах) В. Ф. Переверзєв (1882—1968);
- видатний мовознавець-славіст, автор близько 200 наукових праць славістики, історії вітчизняного мовознавства, російської та української мов, літературознавства і педагогіки, уродженець міста М. К. Грунський (1872—1951);
- учений артилерист І. Дроздов;
- знаний поет-футурист і художник Бурлюк Д. Д. (1882—1967);
- член-кореспондент АН УРСР, талановитий хірург, ортопед і травматолог, директор Українського науково-дослідного інституту ортопедії і травматології, який носить тепер його ім'я, М. І. Ситенко (1885—1940);
- вчений в галузі термічної переробки палива, член-кореспондент АН УРСР І. Є. Коробчанський (1895—1956);
- український художник, професор, один із засновників Харківської картинної галереї, творець багатьох монументальних полотен О. К. Симонов (1875—1957);
- учений із світовим ім'ям, перший російський агрофізик, один з плеяди вчених, що заклали основи сільськогосподарської науки і працювали разом з М. І. Вавиловим, О. В. Чановим, О. Г. Дояренко (1874—1958);
- відомий літературознавець, дослідник життя і творчості Т. Г. Шевченка, уродженець міста Сум П. І. Зайцев (1886—1956), який будучи в еміграції, здійснив у 1934—1939 рр. повне видання його творів.